# Böse Mädchen
Böse Mädchen war eine Comedysendung der Sony Pictures Film- und FernsehproduktionsGmbH in Zusammenarbeit mit Biller & Vass TV ProduktionGbR für RTL, welche am 12. Oktober 2007 erstmals im deutschen Fernsehen ausgestrahlt wurde. Produzent und Regisseur ist Tommy Wosch unter seinem Pseudonym Thomas Vass.

## Sendung
In der Sendung werden ahnungslose, zumeist männliche Passanten von drei weiblichen Lockvögeln, besteht aus Annett Fleischer, Isabell Polak und Manuela Wisbeck, in skurrile Situationen gebracht. Dabei wird oftmals bewusst auf weibliche Klischees und entsprechende Reaktionen durch Männer gesetzt. Beispielsweise betankt eine Frau das Cabrio ihres Freundes, nachdem sie einen anderen Fahrer nach der richtigen Sorte Kraftstoff gefragt hat, nicht in den Tank, sondern in das Wageninnere.
Bei der Erstausstrahlung erreichte die Sendung einen Marktanteil von 18,1 % in der relevanten Zielgruppe, welches 2,36 Millionen Zuschauern im Gesamtpublikum entsprach. Obwohl die erste Staffel unter Senderschnitt lag, wurde im Januar 2008 eine zweite, zwölf Folgen umfassende Staffel angekündigt.
2008 wurde Böse Mädchen für die Rose d’Or nominiert. Die zweite Staffel, bestehend aus neun Folgen, wurde ab dem 28. Februar 2009 ausgestrahlt.
Vom 27. Februar bis 17. April 2010 lief bei RTL die dritte Staffel mit sieben Folgen. Jana Schölermann unterstützte in einigen Szenen die bösen Mädchen.
Ab dem 15. Juli 2011 strahlte RTL zunächst drei Episoden der vierten Staffel aus. Als unterstützende Protagonistin ist Alena Fritz zu sehen. Die Staffel wurde ab dem 17. September 2011 fortgesetzt. Die erste Staffel erscheint am 30. September 2011 auf DVD im Vertrieb der Universum Film GmbH mit einer FSK-12-Freigabe.
2017 wurden diverse Folgen der Serie auf Super RTL wiederholt. Seit 2020 werden diverse Folgen dienstags auf Super RTL ausgestrahlt.

## Spezial Ausgaben
Im Jahr 2013 gab es ein vierteiliges Special namens Der große Böse Mädchen – Promi-Check, in dem sich pro Folge Axel Schulz, Daniel Hartwich, Tom Beck und Tom Gerhardt in diversen Aufgaben jeweils als Böses Mädchen beweisen sollten.

## Kritiken
- Die Frankfurter Allgemeine Zeitung urteilt: „Die Idee erinnert sehr an ‚Comedy Street‘ auf ProSieben, für das Simon Gosejohann lange Zeit ziemlich perfekt den Straßenschreck spielte. Doch an das Niveau kommen die drei Damen von RTL ehrlich gesagt nicht heran.“[9]
- Philip Studenbach von Quotenmeter.de vergibt an die erste Folge der zweiten Staffel 74 % und beschreibt sie folgendermaßen: „Viel Neues bringt die neue Folge also nicht mit, doch dadurch, dass die Situationen und Figuren so vollkommen überdreht sind, biete sie reichliche Humorpotenzial und löst viele Lacher aus.“[4]